# Поплавники
Поплавники (укр. Поплавники) — село в Галичской городской общине Ивано-Франковского района Ивано-Франковской области Украины.
Население по переписи 2001 года составляло 273 человека. Занимает площадь 4,496 км². Почтовый индекс — 77134. Телефонный код — 03431.